# Торвальдюр Торвальдссон
Торвальдюр Торвальдссон (исл. Þorvaldur Þorvaldsson; род. 1957, Акранес, Вестюрланд) — исландский политик, плотник и певец. В 2013 году стал соучредителем партии «Народный фронт» и является председателем этой партии по сей день.

## Биография
Родился в городе Акранес общины Акранескёйпстадюр в Исландии в 1957 году.
Со времён своей молодости участвовал в левых исландских движениях. С 1970-х годов Торвальдюр был членом профсоюза плотников в Рейкьявике, Албано-исландской ассоциации дружбы (из-за чего и получил своё прозвище «Албаниу-Вальди»), антиевропейской организации «Мировоззрение», а также активно выступал против нахождения американских военных баз и армии США на территории Исландии, находясь в составе Ассоциации противников военных баз (ныне Организация военных противников, исл. Samtök hernaðarandstæðinga).
Также был членом партии «Лево-зелёное движение», однако в 2011 году вместе со своими сподвижниками вышли из этой организации из-за того, что она поддержала вступление Исландии в Европейский союз.
В 2013 году в Доме мира в Рейкьявике основал партию под названием «Народный фронт» вместе со своим товарищем Вестейном Вальгардссоном и является председателем этой партии и по сей день.